# Laura Rauseo
Laura Csch Rauseo (Santo André, 17 de setembro de 2007) é uma atriz brasileira, conhecida por interpretar a Magali nos filmes da Turma da Mônica.

## Biografia e carreira
Laura Rauseo nasceu em Santo André, São Paulo, filha de Juliana Rosa Csch e Marcelo Rauseo, irmã do meio de Henrique Csch Rauseo e Diego Csch Rauseo.
Iniciou sua carreira como atriz no primeiro longa da Turma da Mônica, Turma da Mônica: Laços (2019), após sua mãe inscrevê-la no projeto ao ver um post nas redes sociais. Laura foi escolhida entre mais de 7.500 participantes e recebeu elogios pela atuação, garantindo a renovação do contrato para a sequência do filme, Turma da Mônica: Lições, que estreou em Dezembro de 2021. 
Além disso, em 2022, ela coestrelou Turma da Mônica - A Série, produzida pela Globoplay. A série obteve grande sucesso no streaming, conquistando uma boa recepção do público e viralizando na web.

## Filmografia

### Cinema
| Ano  | Título                  | Personagem | Referência |
| ---- | ----------------------- | ---------- | ---------- |
| 2019 | Turma da Mônica: Laços  | Magali     | [ 1 ]      |
| 2021 | Turma da Mônica: Lições | Magali     | [ 3 ]      |

### Televisão
| Ano  | Título                    | Personagem | Referência |
| ---- | ------------------------- | ---------- | ---------- |
| 2022 | Turma da Mônica - A Série | Magali     | [ 4 ]      |

## Prêmios e indicações

### Prêmio Contigo! de TV
| Ano  | Categoria          | Indicação                 | Resultado |
| ---- | ------------------ | ------------------------- | --------- |
| 2022 | Melhor Atriz Mirim | Turma da Mônica - A Série | Indicado  |